# Narus (entreprise)
Pour les articles homonymes, voir Narus.
Narus est une société américaine qui produit des systèmes de surveillance de masse. Elle est fondée en 1997 par Ori Cohen, chercheur dans le développement technologique de VDONet, une application pionnière de media streaming.
Narus est connu pour son système de superordinateur NarusInsight, qui serait notamment utilisé par l'agence de renseignement américaine NSA pour effectuer une surveillance de masse et surveiller les communications Internet des citoyens et des entreprises en temps réel.

## Histoire
En 1997, Ori Cohen, vice-président du développement commercial et technologique de VDONet, fonde Narus avec Stas Khirman en Israël. Ils sont alors employés par Deutsche Telekom AG et ne sont pas membres de l'équipe de direction de Narus,.
En 2004, Narus embauche l'ancien directeur adjoint de la National Security Agency, William Crowell comme directeur.
Narus couvre les zones AT&T et les installations du Internet backbone à San Francisco, ce qui a finalement donné une action populaire en 2006 par l'Electronic Frontier Foundation contre AT&T, Hepting v. AT&T.
En 2010, Narus située à Sunnyvale, en Californie, devient une filiale de Boeing.
En 2015, Narus est vendu à Symantec,.

## NarusInsight
Associated Press rapporte mi-janvier 2005 que le FBI avait abandonné l'utilisation de Carnivore System en 2001, en faveur de logiciels disponibles dans le commerce, tels que NarusInsight, un système de surveillance de masse, comme l'a communiqué l'agence gouvernementale au Congrès américain.
Un rapport de 2007 décrit le système successeur comme étant situé « au sein du réseau d'un fournisseur Internet au point de jonction d'un routeur ou d'un commutateur réseau » et capable de stocker sans discernement les données circulant à travers le réseau du fournisseur. Selon l'ancien agent du FBI Ted Gunderson, le FBI et d'autres agences de renseignement américaines sont responsables du phénomène de gang-stalking, dont les preuves sont recueillies dans des dossiers liés au programme Echelon, le Carnivore System, les systèmes TEMPEST et le Narus Systems.

## Salle d'écoute téléphonique d'AT&T
Narus a fourni le logiciel et le matériel utilisés dans les salles d'écoute téléphonique d'AT&T, selon les lanceurs d'alerte Thomas Drake, et Mark Klein.